# باير (مركز الوادي)
باير هي قرية تقع في محافظة القريات ضمن منطقة الجوف شمال المملكة العربية السعودية، تأسَّست في عام 1384 هـ على يد رجل أعمال سعودي يدعى مطر دبيان القريص الشراري. تمتاز القرية رغم حداثتها بتنظيم شوارعها المسفلتة جميعها وتوافر اغلب الخدمات فيها فهي أول قرية من قرى القريات التي وصلها خدمة الكهرباء وكذلك هي أول قرية يصلها خدمة الهاتف الريفي الذي تم تحويله إلى هاتف ارضي والفضل يعود بعد الله سبحانه وتعالى لحكومتنا الرشيدة ولاول شخص سكن هذه القرية مطر الشراري حيث كان يذهب للرياض ويقابل الوزراء ويطالب بخدمات لتلك القرية وعلى مدى سنوات عدة فلم يكل أو يمل حتى وفر تلك الخدمات جزاه الله خير الجزاء.
تقع باير قرب محافظة القريات، حيث تبعد عنها مسافة 25 كلم تقريباً، وهي تقع على بعد عدة كيلومترات عن مثلث غطي. وممايذكر أن مطر القريص عندما أنشأ القرية وزع جزء كبير من الأراضي التي كان يملكها على عدد من أبناء القبيلة على ان يسكنوا هناك وبعدها بعدة سنوات قام بعمل كروكي تنظيمي لهذه القرية عن طريق مكتب هندسي وجمع أهل القرية وطلب منهم عمل كروكي لمنازلهم وتبرع بجزء من قيمة هذا الكروكي لمن لم يستطع الدفع للمكتب الهندسي لتصبح القرية ذات شوارع منظمة ومتسعة.
ومن ثم قام بالتبرع ببيت ودفع قيمة حافلة لفتح روضة للاطفال قبل عشرين سنة وكان داعما لها حتى تم إضافة دار للتدريب الخياطة من قبل مكتب التنمية الاجتماعية بالقريات.
وقام بالمطالبة بمدارس فنشأت مدرسة ابتدائية للبنات والتي عمل لها مبنى حكومي العام الماضي وتم افتتاح مدرسة للبنين هناك بعد عدة مطالبات من هذا الرجل (مطردبيان)الذي ذهب لوزير التربية والتعليم واتى بالامر من هناك ووجد ترحيب وشكر من مدير التربية والتعليم بالقريات الدكتور مرزوق الخنجر فتم نقل مدرسة عين الحواس إلى قرية باير وتحويلها بأسم مدرسة باير الأبتدائية
وفي عام 1424هـ قابل وزير الصحة الدكتور حمد المانع وقال ان متبرع بمنى وسياره جمس (صالون ملكي) وخادمة وطلب ان يكون هناك طبيب زائر يومين بالاسبوع لهذة القرية بمثابة مستوصف مؤقت وتم الموافقة وبعده بفترة ذهب لمدير عام الشؤن الصحية بمنطقة الجوف د/ صلاح عبد العالي وطلب ان يكون المستوصف يوميا وحصل على وعد بذلك واخذ موافقة بزيادة أيام زيارة الطبيب بحيث تكون 3 أيام بالاسبوع وعدنما زار وزير الصحة القريات تقدم بطلب مستوصف بالقرية وتم اعتماد الأرض التي سوف يقام عليها المستوصف.
وقام بالمطالبة باعمال النظافة وتزويد القرية بمياه الشرب وتم بحمد الله اعتماد هذه المشاريع والبدء بتنفيذها.
وتمت سفلتة جميع شوارع هذه القرية، وكذلك تم إنشاء مشتل لمديرية الزراعة بالقريات فيها، ويُطلِق عليها رؤساء الدوائر الحكومية بالقريات القرية النموذجية لما فيها من تنظيم.